# Madone
Madone ist eine italienische Gemeinde in der Provinz Bergamo in der Region Lombardei mit 4171 Einwohnern (Stand 31. Dezember 2023).

## Geographie
Madone liegt elf Kilometer südwestlich der Provinzhauptstadt Bergamo und 35 km nordöstlich der Metropole Mailand.
Die Nachbargemeinden sind Bonate Sotto, Bottanuco, Chignolo d’Isola und Filago.
Von 1927 bis 1947 war sie mit Chignolo d’Isola zur Gemeinde Centrisola vereinigt.

## Sehenswürdigkeiten
- Die Pfarrkirche San Giovanni Battista wurde in den Jahren 1911 bis 1925 erbaut. Sie enthält auch zahlreiche Werke aus der alten Pfarrkirche, die aus dem 14. Jahrhundert stammt.
- Die Kirche San Vincenzo Ferreri aus dem 18. Jahrhundert.

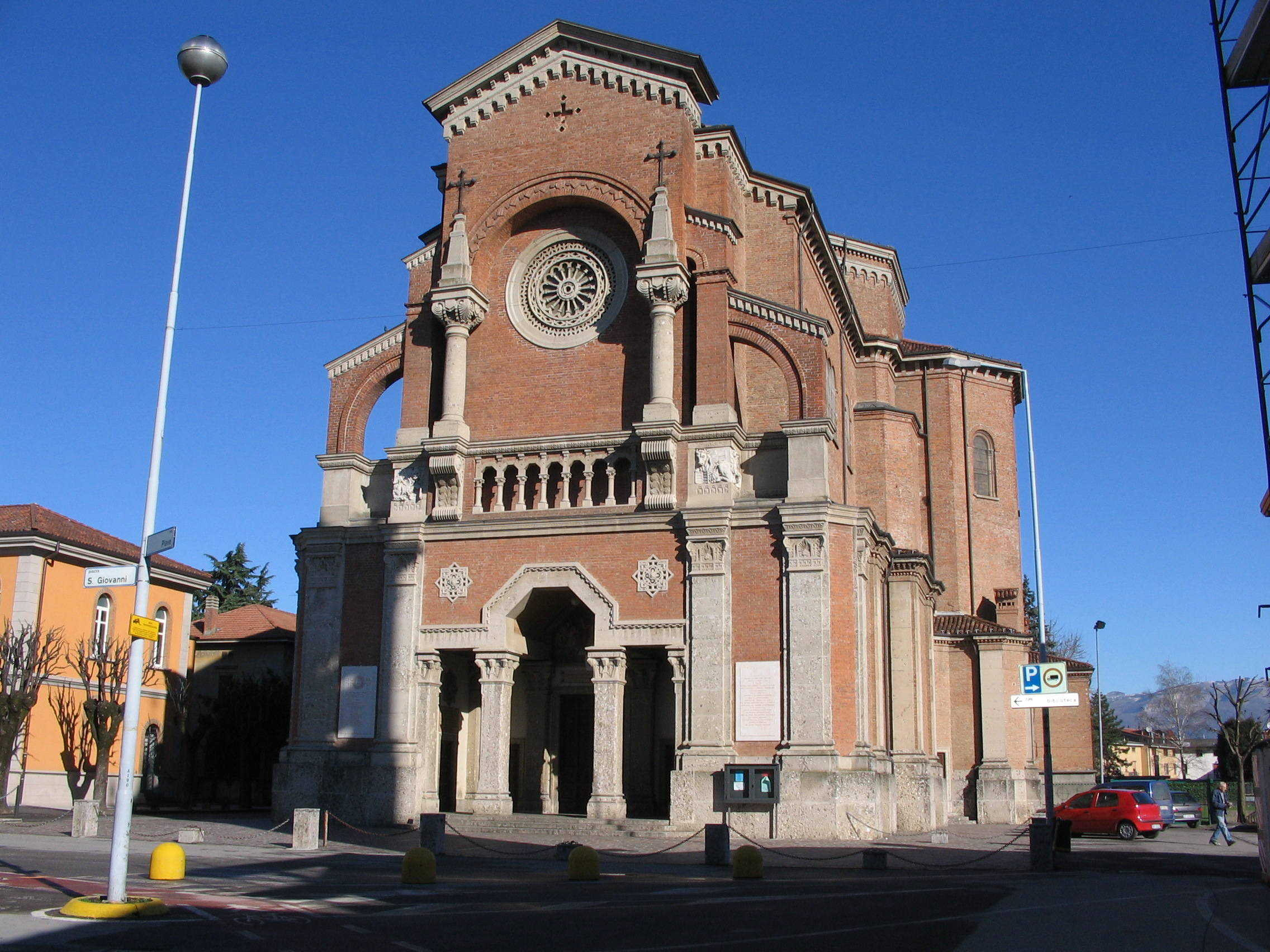
Pfarrkirche San Giovanni Battista
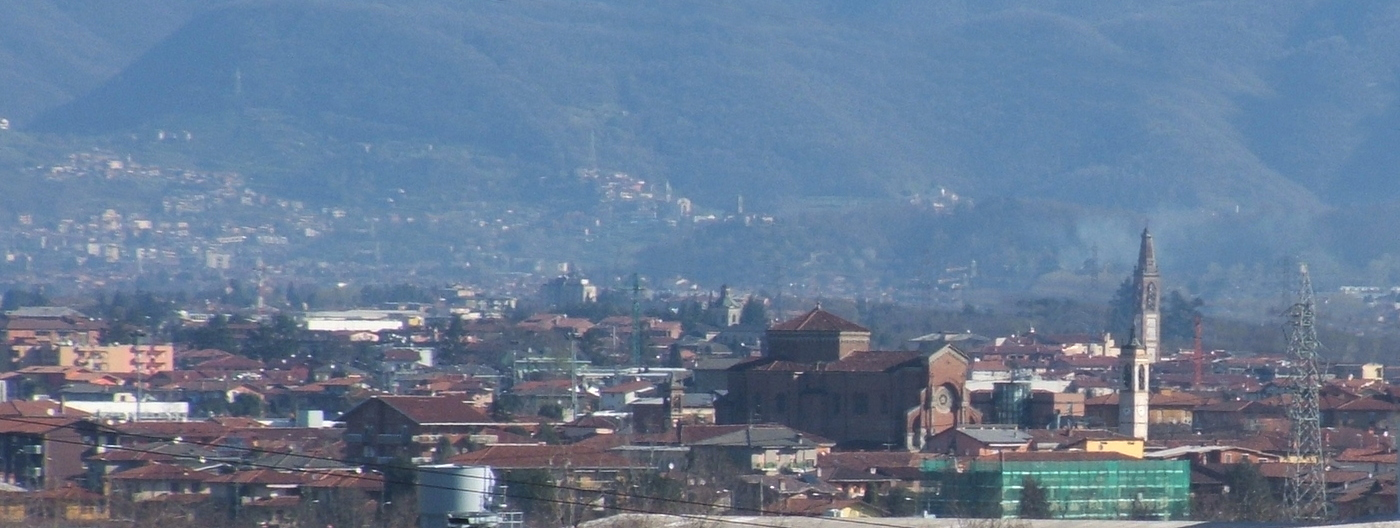
Madone
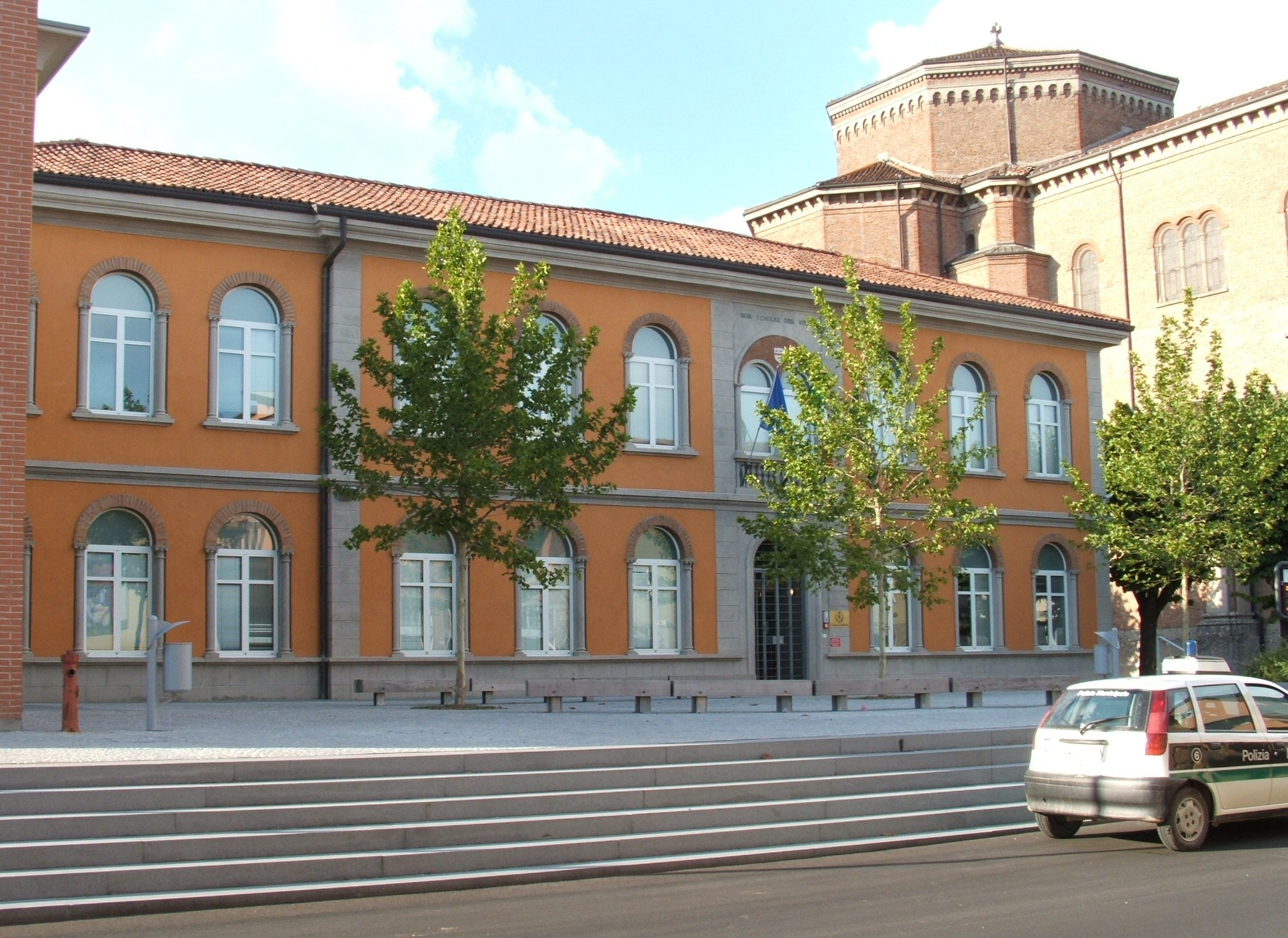
Rathaus